# Денко Малески
Денко Малески (на македонска литературна норма: Денко Малески) е политик, дипломат и учен (професор) от Северна Македония.
Той е първият министър на външните работи на Република Македония.

## Биография
Роден е в Скопие на 14 ноември 1946 г. Баща му Владо Малески е изтъкнат комунистически деец и писател в Социалистическа Република Македония, автор на текста на химна на Р. Македония.
Д. Малески има магистърска степен (1977) по право от Юридическия факултет на Скопския университет „Кирил и Методий“ и докторска степен (1981) по международни отношения в Люблянския университет.
Преподава в Скопския университет от 1970 г. Избран е за декан по междудисциплинарни програми по журналистика през 1985 г. Става професор по съвременни политически системи и международни отношения.
Преподава политология като Фулбрайтов гост-професор в Щатския университет в гр. Боулинг Грийн (Bowling Green State University) в щ. Охайо, САЩ в периода 1990 – 1991 г.
Министър е на външните работи на Р. Македония от 1991 до 1993 г. Постоянен представител е на Р. Македония в ООН в периода 1993 – 1997 г.
Води изследователска програма в Международния научен център „Удроу Уилсън“ на Принстънския университет, САЩ в периода 1998 – 1999 г.
От 1997 година е ръководител на следдипломни програми по международно право и международна политика на Юридическия факултет в Скопския университет.
Автор е на множество научни публикации, статии и есета. Изказва се неколкократно в полза на задълбочаването на отношенията между България и Северна Македония и за това, че населението от двете страни на границата има обща история до 1944 година.
Удостоен е с награда „13 ноември“ на Град Скопие през 2021 г. Женен е и има 3 деца.